# Маматаєво
Мамата́єво (рос. Маматаево, башк. Мәмәтәй) — присілок у складі Татишлинського району Башкортостану, Росія. Входить до складу Буль-Кайпановської сільської ради.
Населення — 313 осіб (2010; 335 у 2002).
Національний склад:
- башкири — 93 %